# Idioma qau
Qau, gelao central o gelao sinizado (chino:汉仡佬; pinyin:Hàn Gēlǎo) es una lengua gelao hablada en Guizhou, China.

## Dialectos
Los dialectos de Qau que todavía se hablan son:
- Dagouchang 大狗场 en el condado de Pingba)
- Wanzi 湾子 (en la ciudad de Anshun)

## Fonológia

### Consonantes
|              |              | Labiales | Labiales | Alveolares | (Alveopalatales) palatales | Velares | Velares | Uvulares | Glotales |
| plana        | lat.]]       | plana    | lat.     | Alveolares | (Alveopalatales) palatales |         |         | Uvulares | Glotales |
| ------------ | ------------ | -------- | -------- | ---------- | -------------------------- | ------- | ------- | -------- | -------- |
| Nasales      | Nasales      | m        | m        | n          | ɲ̟                          | ŋ       | ŋ       |          |          |
| Oclusivas    | Sordas       | p        | pˡ       | t          |                            | k       | kˡ      | q        | (ʔ)      |
| Oclusivas    | Aspiradas    | pʰ       | pʰ       | tʰ         |                            | kʰ      | kʰ      | qʰ       |          |
| Oclusivas    | prenasales   | ᵐp       | ᵐpˡ      | ⁿt         |                            | ᵑk      | ᵑkˡ     |          |          |
| Africadas    | Sordas       |          |          | ts         | tɕ                         |         |         |          |          |
| Africadas    | Aspiradas    |          |          | tsʰ        | tɕʰ                        |         |         |          |          |
| Africadas    | prenasales   |          |          | ⁿts        | ᶮtɕ                        |         |         |          |          |
| Fricativas   | Sordas       | f        | f        | s          | ɕ                          | x       | x       |          | h        |
| Fricativas   | Sonoras      | v        | vˡ       | z          | ʑ                          |         |         |          |          |
| Aproximantes | Aproximantes |          |          | l          |                            | (w)     | (w)     |          |          |

- [ʔ] se escucha en la posición inicial de sílaba antes de las vocales.
- [w] se escucha como consonante inicial de préstamos chinos.

### Vocales
|              | Anteriores | Centrales | Posteriores | Posteriores |
| ------------ | ---------- | --------- | ----------- | ----------- |
| Cerradas     | i          |           | (ɯ)         | u           |
| Semicerradas | e          | ə ə˞      | o           | o           |
| Abiertas     |            | a         | ɒ           | ɒ           |

|            | Anteriores     | Centrales | Posteriores |
| ---------- | -------------- | --------- | ----------- |
| Cerrados   | iu, ie, iɒ, io |           | ue, ua, uɒ  |
| Medios     | ei             | əu, əɯ    |             |
| Abiertos   |                | ai, au    |             |
| Triptongos | iau            |           | uei, uai    |

|            | Anteriores | Centrales | Centrales | Posteriores | Posteriores |
| ---------- | ---------- | --------- | --------- | ----------- | ----------- |
| Cerrada    | in         |           |           | un          | uŋ          |
| Media      | en         |           |           |             |             |
| Abierta    |            | an        | aŋ        |             |             |
| Triptongos | ian        | uan       | uaŋ       |             |             |

- /i/ se escucha como una [ɹ̩] silábica cuando después de los sonidos /s, ts/

- [ɯ] sólo se escucha en el diptongo /əɯ/.
- Las vocales con una /n/ final de palabra también se pueden escuchar como nasalizadas [Ṽ].[5]

## Pronombres
Los siguientes son pronombres de Qau.
| Glosa         | Qau            |
| ------------- | -------------- |
| Yo            | (su33) i42     |
| Tú            | (su33) mu21    |
| él ella eso   | (su33) u42     |
| nosotros      | (su33) ta33    |
| todos ustedes | (su33) sa33    |
| ellos         | pə42 nu42      |
| mi hogar      | qa33/a33 qei42 |
| tu hogar      | qa33/a33 mu21  |
| su hogar      | qa33/a55 qu42  |

## Numerales
Los números de Qau se muestran a continuación.
1. si33
2. su33
3. ta33
4. pu33
5. mpu33
6. naŋ33
7. ɕi13
8. zua55
9. sə13
10. pan13